# Coenonympha thyrsis
Coenonympha thyrsis är en fjärilsart som beskrevs av Freyer 1846. Coenonympha thyrsis ingår i släktet Coenonympha och familjen praktfjärilar. IUCN kategoriserar arten globalt som livskraftig. Inga underarter finns listade i Catalogue of Life.